# Attacobius verhaaghi
Attacobius verhaaghi là một loài nhện trong họ Corinnidae.
Loài này thuộc chi Attacobius. Attacobius verhaaghi được miêu tả năm 1998 bởi Bonaldo & Antonio D. Brescovit.